# Anschlag auf die Rainbow Warrior (Film)
Anschlag auf die Rainbow Warrior (Originaltitel: The Rainbow Warrior, auch: The Sinking of the Rainbow Warrior) ist eine amerikanisch-neuseeländische Koproduktion aus dem Jahr 1993. Die deutsche Erstaufführung des Fernsehfilms erfolgte am 24. Mai 1993 im ZDF.

## Handlung
Das dokumentarische Drama mit Sam Neill und Jon Voight in den Hauptrollen thematisiert die Versenkung der Rainbow Warrior, des damaligen Flaggschiffs der Umweltschutzorganisation Greenpeace am 10. Juli 1985 im neuseeländischen Hafen von Auckland. Die Rainbow Warrior, kommandiert durch Kapitän Peter Willcox, lag dort vor Anker, um später illegal in die Sperrzone um das Mururoa-Atoll in Französisch-Polynesien einzudringen und gegen die dort stattfindenden französischen Atomtests zu protestieren. Der Film protokolliert die Ermittlungen der neuseeländischen Polizei (geleitet durch den neuseeländischen Polizeiinspektor Alan Galbraith) zur Untersuchung, was dem Schiff geschah und wer für den Anschlag verantwortlich war. Im Laufe der Ermittlung zeigte sich, dass ein Kommando des französischen Geheimdienstes hinter der Explosion steckte, die den niederländischen Fotografen portugiesischer Abstammung Fernando Pereira das Leben kostete. Erhellend kommt hinzu, dass der Anschlag von französischer Seite staatlich abgesegnet war.

## Kritiken
Nutzer der Filmdatenbank Internet Movie Database gaben dem Film eine durchschnittliche Bewertung von 5,6 von 10 Punkten. Die Website TV Spielfilm vergab einen Daumen nach oben.